# نيكولاس فيليكس
نيكولاس فيليكس (بالإنجليزية: Nicholas Felix)‏ (5 أكتوبر 1804 في المملكة المتحدة - 3 سبتمبر 1876 في المملكة المتحدة) هو لاعب كريكت بريطاني (وحمل سابقاً جنسية المملكة المتحدة لبريطانيا العظمى وأيرلندا). لعب مع نادي مقاطعة سري للكريكت ‏ وKent County Cricket Club ‏ ونادي مارليبون للكريكت ‏.

## وصلات خارجية
- نيكولاس فيليكس على موقع إي آس بي آن كريك إنفو (الإنجليزية)